# サンシャイン (キン肉マン)
- キン肉マン > キン肉マンの登場人物 > 悪魔超人 > 悪魔六騎士 > サンシャイン (キン肉マン)
- キン肉マンII世 > キン肉マンII世の登場人物 > サンシャイン (キン肉マン)

サンシャインは、ゆでたまごの漫画『キン肉マン』およびその続編『キン肉マンII世』に登場する架空の人物。
同作に多数登場する、人間をはるかに超える戦闘能力を持つ「超人」のひとり。悪魔超人に属する。

## 概要
初登場は黄金のマスク編「驚異のリング!!の巻」。砂の塊の角柱形で構成された巨体を持つ超人で、悪魔六騎士のひとり。悪魔騎士の中でもアシュラマンと並ぶ首領格とされ、実力も最強クラス。超人界随一と言われる巨体を活かした圧倒的な怪力を持つほか、砂であるため自在に姿を変えることが可能で、コマに変形して回転体当たりや、上下逆のピラミッド型に変形して相手を突き刺すなど多彩な攻撃を行う。タッグマッチにおいてもこの特性は発揮され、パートナーがサンシャインの身体を背中から打ち抜き弾丸として発射するなど、シングルマッチ以上に変幻自在の攻撃を繰り出した。他の六騎士と合体し悪魔将軍の肉体を構成する時はパワーを担当。
胸と額に日輪のマークを持つ。胸のマークは砂の塊である身体を固定するためのキーパーツである。このパーツ無しではサンシャインの身体は外圧によって、たやすく形を崩されてしまう。対ジェロニモ戦では、この弱点を突かれて敗北した。後に自らの体に改造を施し、超人を粉砕する巨大なローラーを胸部に現出させることで、この弱点は克服された。
悪魔超人の例に漏れず残虐ファイトを得意とし、相手を反則技で徹底的に痛めつけることを信条とするために超人レスリングのタイトルを保持していない。一方で人情家の一面も持っており、夢の超人タッグ編ではキン肉マンらの友情に心を動かされて悪魔超人同士の友情に目覚める。『キン肉マンII世』においては悪魔超人の数少ない生き残りとして、かつての悪魔超人軍団の結束の強さに思いを馳せるシーンがたびたび描かれた。作者のゆでたまごの原作の嶋田隆司は個性が出るに連れ、表情が出てきたと語っている。
以上のようにアシュラマンたちとは異なり、正義超人に転身せずに悪魔超人としての立場を貫いているが、宇宙超人タッグトーナメント出場以降は正義超人を好敵手と認め、リング外では人間たちにも危害は加えず、むしろ普段は人情味あふれるようになった。悪魔超人としては、あくまでも勝負はリング上でつけるというルールを強調し、堂々とした形での軍団再興を望んでいる。悪魔超人にはタブーとされていた「友情」を絶対と信じるようになった点なども、改心して正義超人へ転身した他の元・悪魔超人たちと変わらない。同じ悪魔超人の中でもタッグを組むなど交流の多いアシュラマンには特別の思いを抱いており、『キン肉マンII世』においては弟子のチェック・メイトに幾度となく彼の武勇伝を語っていた。
笑い声は「グォッフォッフォッフォッ」。
精密部品メーカーの株式会社キャステムは、独自の「粉状固形化技術」を持つモルタルマジック株式会社の協力によりサンシャインを本当に砂で製作することに成功し、2023年に「砂ンシャイン 地獄の凱旋門」「砂ンシャイン キーホルダー」の2種、2024年に「サンシャイン 等身大ヘッド」を発売した。

## デザイン
サンシャインの角柱・直方体で構成され、格子状の模様が入った黄色い身体は、1981年放映のアニメ『ゴールドライタン』に登場する同名の主役ロボットとの類似をしばしば指摘されていた。『ゴールドライタン』の制作元である竜の子プロダクションも、同社のWebサイトにて両者のデザインの類似について触れている。なお、読者応募超人の発表でサンシャインが掲載されたのは「地獄の封印の巻」（1982年）。
夢の超人タッグ編での再登場にあたり、サンシャインは肩の部分が大きく盛り上がるなどのいくつかのデザインの変更が加えられている。このサンシャインを、「キン肉マン消しゴム」（キン消し）では「ニューサンシャイン」、『アニメージュ』に掲載された設定画では「スーパー・サンシャイン」と呼んだ。コンピュータゲーム『キン肉マン ジェネレーションズ』などでは旧形態のものを「サンシャイン」、新形態のものを「ニュー・サンシャイン」と呼んで別のキャラクターとして区別している。ジェロニモに敗れた反省から大きく肉体改造を行ったという設定だが、ゆでたまごの作画の中井義則によると、胸部や胸の形を変えたのはビルドアップしたイメージを出したかったからだという。
劇場版アニメ『キン肉マン 逆襲!宇宙かくれ超人』では、ハイドラキングによって蘇生されパワーアップしたサンシャインが、「ニューサンシャイン」という名称で登場する。上記の形態とは関係なく、他の蘇生した超人にも同様に「ニュー」と名前に付けられている。

## 『キン肉マン』におけるサンシャイン

### 黄金のマスク編
ウォーズマンの体内に設けた「五重のリング」における正義超人との団体戦において、「地獄めぐりNo.6・砂地獄」を司る悪魔騎士最後のひとりとしてジェロニモと戦った。終始優勢であったが、胸のキーパーツが弱点であることを見抜かれ、キーパーツを外された上で音波攻撃であるアパッチのおたけびを受けて実体を維持できなくなり崩壊、敗れる。この直後、すぐに悪魔将軍の身体の一部として復活する。

### 夢の超人タッグ編
悪魔将軍の敗北後、アシュラマンと共に鎧の破片から脱出し復活、報復のため正義超人の友情パワーを奪おうとする。タッグチーム「はぐれ悪魔超人コンビ」を組んで宇宙超人タッグ・トーナメントに乱入、ビッグ・ボンバーズ（スペシャルマンとカナディアンマン）を倒して出場権を奪って参加する。
1回戦ではニュー・マシンガンズ（テリーマン、ジェロニモ）と対戦し、再びキーパーツを狙ったジェロニモの右腕を新技・呪いのローラーで破壊する。しかし、キン肉マンとのコンビネーションを回復したテリーマンから反撃を受けて劣勢となり、テキサス・クローバー・ホールドに捕らえられる。ギブアップの言葉を口に出す寸前にまで追い込まれるが、アシュラマンがジェロニモを人質に取り、テリーマンのスターエンブレムを条件にニュー・マシンガンズを降伏させることにより、難を逃れた。また、勝利後のニュー・マシンガンズに対する過剰攻撃の救出に入ったキン肉マングレート（正体はプリンス・カメハメ）を、呪いのローラーに投げ込み致命傷を与えている。
2回戦ではマッスル・ブラザーズ（キン肉マン、キン肉マングレート〈正体はカメハメから入れ替わったテリーマン〉）と対戦。アシュラマンとの多彩なコンビネーション攻撃でマッスル・ブラザーズを苦しめるが、何度倒れても友情の力で立ち上がってくるキン肉マンたちを前にして、たとえ親兄弟であっても信頼しない悪魔超人としての信念が揺らぎ、最終的には「悪魔にだって友情はあるんだ!」と叫んで呪いのローラーに放り込まれそうになったアシュラマンを助けている。マッスル・ブラザーズに敗北した後は、それまで共闘していた完璧超人のネプチューンマンとビッグ・ザ・武道に、制裁として殺害された。
『週刊少年ジャンプ』連載時にはテキサス・クローバー・ホールドにかけられた場面で、「ギブアップ」と言い切っていたが、単行本掲載の際に「ギブアッ」と言い切る直前に変更されている。また後年、読者の「サンシャインは関節技に弱いんですか? 砂になれば早いと思うのですが?」という問いかけに対し、嶋田は「今まで自分に関節技をかけてくる相手がおらず、対処法を考えていなかったためパニックに陥ってしまったから」「あれ以降はサンシャインも落ち着いて関節技に対処できるはず」と答えている。
嶋田は夢の超人タッグ編に人気のアシュラマンを出すことは決めていたので、その相棒として隣りにいて見栄えのいいサンシャインを選んだと語っている。

### キン肉星王位争奪編
キン肉星王位争奪サバイバル・マッチの1回戦〜2回戦の間は、超人墓場で浮遊していた。その後、超人墓場から脱走を企てるが、超人ハンターでキン肉マンスーパー・フェニックス率いる知性チームの一員でもあったジ・オメガマンにハントされて背中の巨大な手の指先に刈られた首が収められる。決勝戦にて、オメガマンの首のコレクションのひとつとして登場する。

### 完璧超人始祖編
悪魔将軍が超人墓場へ侵攻するのに伴い、他の死んだ悪魔六騎士と共に復活しており、悪魔将軍のもとに再び集結する。
超人墓場にて悪魔将軍が禁断の石臼を逆回転で崩壊させ、墓場と地上の現世が直結して悪魔六騎士が進入できるようになったため、悪魔将軍に続いて超人墓場への侵攻を開始する。ニューヨークの自由の女神にたどり着き、完璧の巨像で完璧超人始祖の一人・シングマンと交戦した。シングマンのコンプリートコンクリートによって砂変化を封じられても動じず戦うが、シングデモリッションウェーブを浴びてバラバラに砕かれてしまい、戦闘不能になる。戦闘不能になったサンシャインは「人間（ジェロニモ）に負けた」ことを始めに失態を犯し続けたことを独白し、自分を海に放り投げて葬ってほしいと懇願する。しかしそれはサンシャインの罠であり、シングマンは望み通りリングキャンバスでサンシャインの身体を包み込み海に放り込もうとするが、その際に布と砂状の身体が擦れ合った摩擦のエネルギーを利用し、キーパーツを再生して肉体を復活。砂変化からシングマンの肩に備えられた武器庫を内部から崩壊させ、最後は新技コンプリートサンド・セメタリープレスで逆転勝利を挙げた。敗北してなお、自分たちが正しいと泣き叫ぶシングマンに悪態をつき、空まで殴り飛ばした。無慈悲な振る舞いで締めくくったが、シングマンの義理堅い人格は評価した。
その後は悪魔将軍の傍にあって国立競技場で、正義超人・悪魔超人と完璧超人の観戦をすることになった。
そして、起動させれば悪魔将軍をはじめとした完璧超人始祖たちが全て消滅する祭壇をキーパーツであるダンベルを捧げて起動させることを悪魔将軍から命令されるが、激しく動揺してしまう。しかし再度の命令により「悪魔将軍様万歳!」と叫び、涙を流しながら実行した。ただ、サイコマンの昔の行動により結局、悪魔将軍は消滅しなかった。その翌日のキン肉マンVSネメシスの試合も、悪魔将軍の傍で観戦し、続いての悪魔将軍VSストロング・ザ・武道（ザ・マン）の試合では、バッファローマンと共に悪魔将軍のセコンドを務めた。

### オメガ・ケンタウリの六鎗客編
バッファローマンたちと共に魔界の宮殿にいたところを、大魔王サタンの張った結界に閉じ込められる。しかし、関ヶ原の浮遊立方体リングでジャスティスマンが実体化したサタンを粉々に砕いて勝利したことで、結界は解除された。

### 新シリーズ
オメガ・ケンタウリの六鎗客編の後の新シリーズでは、アシュラマンたちが出ていった後の魔界の留守をしばらく預かっていたが、留守番をザ・ニンジャに任せて、調和の神が試練として出現させた地上と天界を繋ぐバベルの塔へ入る8人の一人に立候補する。そして、バベルの塔1階の神の掌リングでジェロニモが先鋒を表明した際にアシュラマンらが反対する中、唯一ジェロニモを擁護する。人間時代のジェロニモに敗北したことは受け入れているが、その後のジェロニモが敗北続きで自身の評価も比例して下がり続けていることには憤りを感じており、今のジェロニモにはかつて自分に勝った際と同じ気迫が宿っていると告げて、自身の名誉と連敗の汚名払拭のためにジェロニモの先鋒を推挙する。ジェロニモが超神ジ・エクスキューショナーに勝利した際には、キン肉マンと共に歓声を上げていた。その後、ジ・エクスキューショナーが語った調和の神の目的が108番目の神の席に座る資格を持つ超人を選抜するためだと知ると、神の席に座る椅子取りゲームに参加するために同じ意見のアシュラマンと共にリアル・ディールズから離れて、バベルの塔の上層階への階段を昇っていった。
アシュラマンがリアル・ディールズから離れてサンシャインと二人きりになった本当の理由がアシュラマンの師匠サムソン・ティーチャーを殺した超神ザ・ナチュラルへの復讐を果たすためだとサンシャインは気づいており、バベルの塔4階のリングでザ・ナチュラルと遭遇した後、同じ階でリアル・ディールズを待ち構えていた超神ザ・バーザーカーとザ・ナチュラルのタッグ「モデスティーズ」とのタッグ戦の提案を了承して、サムソンの仇討ちをしたいアシュラマンの怒りは自分の怒りでもあるとアシュラマンを説き伏せて、再びアシュラマンと共にタッグを組んで戦いたいと言い、アシュラマンと「はぐれ悪魔超人コンビ」を再結成して、試合を開始する。試合の中でサムソンの仇討ちに熱くなっていたアシュラマンをサポートしてアシュラマンの盾として戦う。そして、試合の中で致命傷を負ったことを自覚して、自身の身を案じるアシュラマンに最後の技で自分ごとナチュラルを殺すよう言い、自身を無駄死にさせないことが「悪魔の友情」だと説き伏せて、サンシャインの覚悟を受け取ったアシュラマンが「地獄のコンビネーションFinal 竜巻砂塵地獄」を放つと、砂状になった自身を巻き込んだことで威力が向上した竜巻砂塵地獄でナチュラルと相打ちになって、死亡する。

### 主要対戦成績
- シングルマッチ
  - ×ジェロニモ（アパッチのおたけび）
  - ○シングマン（コンプリート・サンドセメタリープレス）
- タッグマッチ（はぐれ悪魔超人コンビ）
  - ○ニュー・マシンガンズ（テリーマン / ジェロニモ、試合放棄）
  - ×マッスル・ブラザーズ（キン肉マン / キン肉マングレート、マッスル・ドッキング）
  - ○モデスティーズ（ザ・バーザーカー/ ザ・ナチュラル、阿修羅バスター）

## 『キン肉マンII世』におけるサンシャイン
残虐超人・悪魔超人・完璧超人の残党が結成した悪行超人軍団「d・M・p」（デーモン・メイキング・プラント）の幹部、悪魔超人軍の首領として登場する。残虐超人・完璧超人は人材豊富であったが、悪魔超人はそのほとんどが正義超人に倒されるか他の軍団に寝返り、残ったのはサンシャインただひとりであった。そのような悪条件の中でもなお正義超人打倒・悪魔超人軍再興の執念を30年間にわたって燃やし続け、後進の超人たちを育てた。長年のレスラー生活のため肉体は現役時代から見る影もなく衰えており、頬はこけ歯はボロボロになり、体重も落ちて胸には肋骨が浮き出ている。左目は潰れ、常に眼帯をしている。しかしパワーファイトだけの超人ではなく、知恵を駆使した奇策・良策も用いる頭脳も手にしている。なお『キン肉マン』では最後の死亡から復活した際の描写はなかったが、『キン肉マンII世』においては宇宙超人タッグ・トーナメントでの敗北後、アシュラマンが正義超人（厳密にはキン肉アタル、ブロッケンJr.、バッファローマン、ザ・ニンジャの超人血盟軍4人）のもとへ去っていくのをサンシャインが追いかけるも手が届かずに苦悩する場面が回想シーンに描かれている。以降も悪魔将軍、悪魔六騎士など悪魔超人の仲間たちと撮影した記念写真を取り出し、懐かしむ様子がたびたび描写されている。
『キン肉マンII世』における初登場は、第12回（通算17話）「決意のケビンマスク、去る!!」。キン肉マンの息子・キン肉万太郎の前に、自ら手塩にかけて育てた悪魔超人、レックス・キングとチェック・メイトの「ナイトメアズ」と称する2人の弟子を連れて現れた。万太郎が「オトナのお店」に入っていたところにたまたま出くわし、公言しない代わりにレックス・キング戦のレフェリーに任命させる。万太郎は真面目にレフェリーに徹し、ラフファイトを行うテリー・ザ・キッドに対しても厳しくしてしまう。狙い通り万太郎とキッドの和が乱れてしまうが、二人の友情までは壊せず、レックス・キングは敗北。チェック・メイトの前で「悪魔との友情」を見せてしまったため愛想をつかされ、「悪魔超人は実は弱かった」と見下され反旗を翻される。その後、ナイトメアズが敗れると、d・M・pの掟としてサンシャインは制裁の「拳の矢」（フィストアロウ）で胸を貫かれる。さらに、残虐超人軍と完璧超人軍の首領は「若手の悪魔超人たちをd・M・pに残す」という約束を反故にし、悪魔超人軍の追放を宣告するが、サンシャインは裏切りを見越して、アジト内の悪魔超人たちに反乱を起こすよう指示していた。悪魔超人のひとりがアジトの自爆装置を作動させ、d・M・pは壊滅する。サンシャインは矢に貫かれながらも生き延び、負傷したチェック・メイトを抱きかかえいずこかへ去った。アニメでは描写が若干異なっており、弟子の悪魔超人軍たちはすでに屍魔王と麒麟男に皆殺しにされていたが、サンシャインも卑劣な彼らの考えを見越してアジト内部に爆弾を仕掛けており、それを自身の手で作動させてd・M・pアジトを壊滅させた。また、アニメ第1期最終回では万太郎とバロン・マクシミリアンの戦いを観戦していた（全身までは映っておらず、ビール入りのコップを持った手が一瞬映っている）。
悪魔の種子（デーモンシード）編では、悪魔超人として若い肉体を得たアシュラマンの参戦を知って駆けつけ、ザ・デモリッションズ（アシュラマン、ボルトマン）のセコンドに付く。再生したアシュラマンの強さには喜びつつも、一度は正義超人入りしたはずのアシュラマンが、昔の悪魔超人時代以上に冷酷な豹変ぶりを見せたことに戸惑いも感じていた。同編最終戦でザ・デモリッションズが敗れた際、復活しかけた悪魔将軍の卑怯さに抗議した万太郎の「悪魔もリング上では正直だった」という言葉に同調した。同じく悪魔であっても正々堂々とするべき旨を主張して反旗を翻したことで、悪魔将軍に再び老体へ戻されて片足を失ったアシュラマンに肩を貸し、「悪魔にも友情はある」とかつてと同じ言葉を投げかけ、共にいずこかへ去って行った。
初登場時からすぐ後、万太郎とミートを相手に串カツ屋で自分の人生を語る場面がある。ゆでたまごは「こいつが串カツ屋にいたら面白いなぁ」と思って『II世』に出し、初代ではそれほどでもなかったが『II世』で面白くなったという。嶋田はサンシャインが串カツを食べるシーンはギャグのつもりだが、昔からの読者の中にはギャグに取ってくれる人もいれば真面目なシーンとして感動してくれる人もいると語っている。
第1回キャラクター人気投票では第20位にランク入りしている。

## 『キン肉マンII世 オール超人大進撃』でのサンシャイン
初登場は第8話「苦渋の選択!ミートd・M・Pへ!!」。本編と同じく「d・M・p」の幹部として登場。アジトである迷宮の手（ダンジョン・ハンド）を偵察していたミートを人質にし、キン肉万太郎らに戦いを挑む。寝ずの番である夜叉夢とレックス・キングが倒された後、チェック・メイトを万太郎に仕向ける。チェック・メイトが敗れ、ミートが返されることになるが、ミートは屍魔王と麒麟男により「ロープを解くと（前述の）フィスト・アロウが落下する罠」に仕掛けられていた。約束を破ったことに怒ったチェックがミートを助け出し、フィスト・アロウが落下してくるがサンシャインは彼らを庇い、胸を貫かれる。屍魔王と麒麟男はアジトを脱出し、破壊装置を起動させて彼らを全滅させようとするが、サンシャインは脱出口を教え、万太郎たちを逃がそうとする。身動きがとれず、万太郎が手を差し伸べるが、サンシャインはこれを拒否。チェック・メイトの心が正義超人側に心が傾いていることに気付き、サンシャインは自分の心に素直に進むように説き、チェック・メイトも脱出させる。
その後、無事生還し（胸には傷跡を塞ぐ鉄板が貼られている）、超人一等祭では悪行超人側の特別審判員として招待される。開会式では正義超人側のラーメンマンと握手したが、彼の手を強く握ったために逆に強く握り返され、ついにはラーメンマンの三つ編みを引っ張るなど小競り合いに発展した。本選ではキン肉族に私怨を持つイケメン・マッスルと結託し、万太郎の敗北を目論んでいたが、万太郎は着々と勝利し、失敗に終わる。決勝では悪行超人であるザ・ドゥームマンの残虐ファイトに「自分でも引くくらいの悪」と脅威を感じていた。
第1回キャラクター人気投票では第49位（佐々木米男と同着）にランク入りした。

## 『ディープオブマッスル!!』でのサンシャイン
小説『ディープオブマッスル!!』「復活のサンシャイン 〜呪いのローラー誕生秘話〜」では、呪いのローラーを会得するエピソードが描かれている。宇宙超人タッグ・トーナメント開始前の武者修行中にサウジアラビアのルブアルハリ砂漠で出会った残虐超人ローラーマンと意気投合し、1週間彼と共に行動することで彼の必殺技である「体液脱水しぼり」を学ぼうとする。

## 得意技
砂地獄
自らの体を砂にかえてリング一面に広がり、そこに入ってきた敵を引きずり込む。
ジャイアントスイング
相手の両脚をつかんで振り回し、平衡感覚を破壊する力技。実在のプロレス技だが、サンシャインの場合はとてつもなく強力な遠心力により、「ミスミス」という空気を切り裂く音まで聞こえる。
「ミスミス」の擬音の由来は、作画の中井義則によると『タイガーマスク』から。原作の嶋田隆司は「昔からテレビのプロレス中継でジャイアントスイングを見るたびそう聞こえ、それを描き文字で添えた」と語っている。
地獄のピラミッド
上下逆のピラミッド状に変形し、先端部分で相手を突き刺す。
小説『ディープオブマッスル!!』では多数の破片に分解し、それらを全て小さなピラミッド型に変形させ雨のように降り注ぐ「散弾地獄のピラミッド」を使用している。
地獄の凱旋門
パリの凱旋門の形状に変形し、囲い込むように相手を押しつぶして肋骨を圧砕する。
地獄のコマ
コマに変形し、回転しながら体当たりする。「夢の超人タッグ編」では、パートナーのアシュラマンがリングのロープを千切ってコマの紐とした。
コンクリート・プレス
自分の身体をコンクリートに変化させて放つボディプレス。
サンシャインプレス
巨体を活かしたフライングボディアタック。
20文キック / ビッグブーツ
巨大な足で放つハイキック。ゲーム『キン肉マンII世 新世代超人VS伝説超人』ではドロップキック「40文ロケット砲」を使用している。
呪いのローラー
「夢の超人タッグ編」から使用。胸に装備した巨大な上下一対のローラーに相手の身体を巻き込み粉砕する。ジェロニモの右腕を破壊し、キン肉マングレート（プリンス・カメハメ）を瀕死に追い込んだ。地獄のローラーとも呼ばれる。
相手への攻撃だけではなく、ツープラトン技の阿修羅火玉弾にも利用する。
魔界ギロチン・ドロップ
大きくジャンプして相手の首元にギロチン・ドロップを落とす。
コンプリートサンド・セメタリープレス
完璧超人始祖編で登場した新技。相手を担ぎ上げてジャンプし、空中で体を砂にして複雑にフックしながら実体化し、落下してリングに叩き付ける。

### タッグ技
全てはぐれ悪魔超人コンビのツープラトン。
地獄のコンビネーション
はぐれ悪魔超人コンビとして使用したコンビネーションの総称。
地獄のコンビネーションPARTI（パートワン）
ロメロ・スペシャルで固めた相手同士を上下からぶつける。
魔界の死刑執行法
PART1の変則技。相手の右胸に巨大な針を置き、お互いの心臓を貫かせる。
地獄のコンビネーションPARTII（パートツー）スカル・キャスタネッツ
2人同時に相手の頭部目掛けてドロップキックを放つ。
地獄のコンビネーションPARTIII（パートスリー）スカイハイ・クラッシュ
アシュラマンが相手を足元から持ち上げ、サンシャインが同じ要領でアシュラマンを持ち上げることにより、相手を天井に突き刺す。
地獄のコンビネーションPARTIV（パートフォー）阿修羅火玉弾
展開した呪いのローラーに入り込んだアシュラマンを、ローラーの高速回転で相手目掛けて発射する。
地獄のコンビネーションPART FAINAL 竜巻砂塵地獄（パートファイナル たつまきさじんじごく）
砂礫状になったサンシャインをアシュラマンの竜巻地獄にのせて、敵を竜巻に閉じ込め、砂で削り倒す。さらに竜巻砂塵地獄ブーストショットで勢いを増し、ザ・ナチュラルを撃破した。
この技の発想は、橋本真也と小川直也が実際のプロレスで使用したタッグ技「俺ごと刈れ」から。
地獄の砂団子
ボール状の砂に変形したサンシャインの一部をアシュラマンが投げつける。砂団子は相手に着弾すると頭や手足に変化する。
地獄のクロスライン
名称はアニメより。相手をコーナーに振り、アシュラマンの腕を取り放つクロスライン。
サンシャインマグナム
アシュラマンがサンシャインの身体を背中から拳で打ち抜き、円柱状の弾丸として発射する。
悪魔霊術将軍復活
悪魔霊術の一つ。アシュラマンと共に、悪魔将軍の体の2つの部分（作中では両脚または両腕）に変化して攻撃する。将軍の五体が揃っていないため、地獄の断頭台などの威力は大きく落ちる。また、精神に乱れがあると合体は不完全となる。
キャノン・ボール
アシュラマンの腕に巻きついて、相手を殴りつけるための巨大な球体に変化。
砂塵迷宮投げ（さじんめいきゅうなげ）
サンシャインがアシュラマンの両手首を掴み、そのまま回転してアシュラマンを投げ飛ばし、クロスチョップを叩き込む技。

## プロフィール
- 種別 - 悪魔超人
- 出身 -  ペルー[16]・ナスカ平原[25]
- 身長 - 300 cm[25]
- 体重 - 1000 kg[25]（『キン肉マンII世』では痩せ衰えて体重が半分になったという描写がある[26]）
- 超人強度 - 700万パワー[25]
- 年齢 - 28歳[27]、『II世』時62歳[26]
- 好物 - 串カツ[16]

### 異名
- 砂地獄の番人[28]
- 巨大なる砂の壁[29]
- サンドモンスター[30]
- 悪魔超人界の重鎮[31]
- 魔界の門番[32]
- ナスカの至宝[33]
- 変幻自在な砂地獄[34]
- 多彩に変身をとげる怪巨体[34]
- 屹立する砂魔人[34]
- 千姿万態の金怪砂[34]
- 不滅の太陽[34]
- 時代を創る緑砂の悪魔[34]

### タイトル歴
- 相手を完膚なきまでに痛めつける反則技を信条とし、タイトル奪取の経験なし[25]。

## 担当声優
佐藤正治
- テレビアニメ『キン肉マン』
- テレビアニメ『キン肉マンII世』
- コンピュータゲーム

稲田徹
- テレビアニメ『完璧超人始祖編』

## テーマソング
サンドモンスター
歌 - こおろぎ'73 / セリフ - 佐藤正治（サンシャイン） / 作詞 - 吉田健美 / 作曲 - 風戸慎介 / 編曲 - 田中公平

## コンピュータゲーム
『キン肉マン コロシアムデスマッチ』では3人の敵キャラクターの1人として登場する。
『キン肉マンII世 新世代超人VS伝説超人』など『キン肉マンII世』以後のゲームでは、タッグチームを組むキャラクターによっては特定のチーム名が付けられている。以下にそれを示す。
- はぐれ悪魔超人コンビ - アシュラマン
- 真・2000万パワーズ - バッファローマン
- 悪魔学舎コンビ - ブラックホール
- 悪魔騎士デュオ - ザ・ニンジャ
- ニューナイトメアズ - チェック・メイト
- 極・2000万パワーズ - 支配されたバッファローマン[注 5]
- 悪魔主従コンビ - 悪魔将軍

はぐれ悪魔超人コンビを除いてはゲーム独自の名称だが、真・2000万パワーズは元々「黄金のマスク編」の人気投票にて発表されたチームのものを基にしている。
『キン肉マンII世 新世代超人VS伝説超人』のストーリーモードでは、未来から来たチェック・メイトと結託して新世代正義超人を襲う。万太郎を倒した後、闘いに関与しないにもかかわらず勝ち誇るチェックに疑念を抱き、制裁する。
『キン肉マンII世 超人聖戦史』では黄金のマスク - 夢の超人タッグ編のストーリー終了後、主人公の属性ゲージが悪行なら仲間にできる。また本作では最初からニュー・サンシャインの状態で登場、タッグ戦にてアシュラマンと組むとタッグ技「阿修羅火玉弾」が使用可能となる。
『キン肉マン マッスルグランプリ』シリーズではサンシャインの2Pカラーとしてニュー・サンシャインが使用可能。超必殺技は1Pでは地獄のコマ→地獄のピラミッド→地獄の凱旋門を連続で見舞う「魔界地獄巡り」だが、2Pでは「呪いのローラー」に変化する。